# Ricky Whittle
Richard „Ricky” Whittle (n. 31 decembrie 1981, Oldham, Anglia, Regatul Unit) este un actor englez. A fost un foto-model pentru Reebok la începutul anilor 2000. Este cunoscut în Regatul Unit pentru rolul lui Calvin Valentine în soap opera Hollyoaks de pe Channel 4. În 2004 a jucat ca Daniel Zamora în serialul TV american Mistresses. În același an a interpretat rolul lui Lincoln în serialul The CW 100. Interpretează, din 2017, rolul principal, Shadow Moon, din serialul Starz Zei americani.

## Biografie
Whittle este născut în Oldham, Anglia.

## Filmografie

### Film
| An   | Titlu      | Rol          | Note       |
| ---- | ---------- | ------------ | ---------- |
| 2011 | Losing Sam | Samuel       | film scurt |
| 2013 | Austenland | Captain East |            |

### Televiziune
| An        | Titlu                 | Rol                  | Note                                       |
| --------- | --------------------- | -------------------- | ------------------------------------------ |
| 2004      | Holby City            | David Richards       | Episodul: "You Can Choose Your Friends..." |
| 2002–2007 | Dream Team            | Ryan Naysmith        | 77 episoade                                |
| 2006–2011 | Hollyoaks             | Calvin Valentine     | 238 de episoade                            |
| 2009      | Strictly Come Dancing | Himself (contestant) | Series 7                                   |
| 2011      | Candy Cabs            | Eddie Shannon        | Episodul: "Episode Two"                    |
| 2012      | Single Ladies         | Charles              | 8 episoade                                 |
| 2013      | NCIS                  | Lincoln              | Episodul: "Detour"                         |
| 2014–2016 | The 100               | Lincoln              | 28 episoade                                |
| 2014      | Mistresses            | Daniel Zamora        | 10 episoade                                |
| 2017–2021 | American Gods         | Shadow Moon          | Rol principal                              |

## Premii și nominalizări
| An   | Premiu              | Categorie           | Lucrare nominalizată | Rezultat     | Sursă |
| ---- | ------------------- | ------------------- | -------------------- | ------------ | ----- |
| 2007 | British Soap Awards | Sexiest Male        | Hollyoaks            | Nominalizare |       |
| 2008 | British Soap Awards | Sexiest Male        | Hollyoaks            | Nominalizare |       |
| 2009 | British Soap Awards | Sexiest Male        | Hollyoaks            | Nominalizare |       |
| 2010 | British Soap Awards | Sexiest Male        | Hollyoaks            | Nominalizare |       |
| 2010 | TRIC Award          | TV Soap Personality | Hollyoaks            | Câștigat     |       |